# Alice May Douglas
Alice May Douglas (Bath, Estados Unidos, 28 de junio de 1865-6 de enero de 1943) fue una escritora, poetisa y editora estadounidense.

## Biografía
Nació en 1865 en la ciudad de Bath, Maine, donde residió durante gran parte de su vida.
Su carrera como escritora comenzó a los 11 años, edad a la que publicó su primer artículo en una revista compuesta de escritos elaborados por jóvenes. La lectura de Little Women con 13 años la cautivó y, desde entonces, siempre quiso llegar a ser escritora.
Así, comenzó a escribir poemas y a colaborar de manera regular con la prensa. También trabajó como editora de dos publicaciones mensuales, el Pacific Banner y el Acorn. En 1888 publicó sus dos primeros volúmenes de poemas, titulados Phlow y May Flowers. A estos les siguieron otros y también historias juveniles.
Fue miembro de la Woman's Christian Temperance Union y colaboró con el departamento nacional de esa asociación encaminado a la consecución de la paz; de esta manera, reunió gran parte de la literatura que necesitaba y creó una rama dedicada exclusivamente a los niños, con secciones en Palestina y Australia.
Falleció en 1943, a los 77 años de edad.

## Obra
Sus escritos más relevantes son los siguientes:
Colecciones de poemas
- Phlox
- May Flowers
- Gems Without Polish

Libros
- Jewel Gatherers
- Quaker John in the Civil War
- How the Little Cousins Formed a Museum
- The Peace-Makers
- Self-exiled from Russia

## Atribución
- Este artículo contiene texto traducido desde una publicación que se encuentra ahora en dominio público: Willard, Frances Elizabeth; Livermore, Mary Ashton Rice (1897). American Women: Fifteen Hundred Biographies with Over 1,400 Portraits : a Comprehensive Encyclopedia of the Lives and Achievements of American Women During the Nineteenth Century. Mast, Crowell & Kirkpatrick.

- Datos: Q55847665
- Multimedia: Alice May Douglas / Q55847665